# Leuchtturm Bernāti
Der Leuchtturm Bernāti ist ein moderner Leuchtturm an der Ostseeküste etwa 1 km nordwestlich vom Dorf Bernāti (deutsch Bernaten), Bezirk Dienvidkurzeme, Lettland.
Er besteht aus einem 21 Meter hohen quadratischen Metallgitterturm auf einer Düne, deren obere Hälfte mit orangerot, ursprünglich gelb gestrichenen Holzlatten verkleidet ist. Daher ist er tagsüber sichtbar und erfüllt auch die Funktion einer Bake. Oben sind eine Galerie, eine Laterne und Antennen. Das Feuer wird seit 1970 automatisch betrieben. Oben ist eine Galerie und das weiße Leuchtfeuer. Diese zweckmäßige Bauweise findet man auch bei anderen Leuchttürmen aus der Sowjetzeit. Insgesamt macht der Turm einen verwahrlosten Eindruck.
Der erste Leuchtturm an dieser Stelle wurde 1928 installiert. Er hatte die Form einer streifenförmig lattenverkleideten, aufgestelzten Pyramide mit einem großen, kugelförmigen Aufsatz. Es stand nahe am Ufer und wurde in den 1960er-Jahren weggespült. Daher errichtete man den Neubau in sicherem Abstand vom Strand.